# Бердичевская, Анна Львовна
А́нна Льво́вна Бердиче́вская (род. 7 октября 1948, Соликамск) — русский прозаик и поэт, издатель, сценарист, автор текстов песен, фоторепортёр.

## Биография
Анна Бердичевская родилась 7 октября 1948 года в г. Соликамске Пермской области в одном из лагерей Усольлага. Мать, художница Галина Михайловна Бердичевская, была арестована беременной и осуждена по 58-й статье, п.10 на пять лет заключения. Детство проходило сначала в детской зоне лагеря, затем в детских домах.
После вечерней школы на станции Мулянка в Пермском районе Пермского края и Школы юных физиков при Пермском университете окончила заочное отделение механико-математического факультета Пермского университета. Сотрудничала с пермскими газетами в качестве репортёра и колумниста.
С 1984 жила в Тбилиси; в 1990 году в связи с трагическими событиями в Грузии и началом гражданской войны оказывается беженкой в Москве. Сотрудничает с коллективом Славы Полунина «Лицедеи»; работает фоторепортером в «горячих точках». С 1991 по 2004 выпускала ежеквартальный иллюстрированный деловой журнал международных проектов России Business-Match, выходивший при информационной поддержке МИД РФ. При журнале было зарегистрировано книжное издательство «Futurum-BM», прекратившее существование вместе с журналом в 2004-м году.
Член Русского ПЕН-центра.

## Творчество
Начала писать стихи в 14 лет. В 1968 году первая публикация стихов в сборнике «Княженика» (Пермь).
В разные годы писала для пермского ТВ документальные сценарии, а также тексты песен для анимационных фильмов. Сотрудничала со столичными журналами («Декоративное искусство СССР», «Архитектура СССР», «Смена», «Театр», «Огонёк»).
С 1984 печаталась в журнале «Литературная Грузия» (Тбилиси) и русскоязычных альманахах; в республиканских издательствах вышли первые книги стихов — на русском и в переводах на грузинский язык.
С 2004 занимается исключительно художественной литературой (проза, стихи, эссеистика).

## Книги
- «Странствие». Стихи. — Тбилиси, Мерани, 1985.
- «Отзвук». Стихи в переводах на грузинский язык. — Тбилиси: Сабчота Сакартвело, 1986.
- «Тихий ангел». Стихи. — Фонд БАГАЖЪ, 1998.
- «Чемодан Якубовой». Проза, стихи, фото. — Москва, Futurum-BM, 2004.
- «Масхара». Рассказы и повести. — Москва, ArsisBuks, 2011.
- «Реальность». Стихи. — Москва: ArsisBuks, 2014.
- «КРУК». Роман. — Москва: ЭКСМО, 2016.
- «Моленое дитятко». Рассказы. — Москва: ЭКСМО, 2017.
- «Аркашины враки». Повести. — Москва: ЭКСМО, 2019.
- «БИТОВ или Новые сведения о человеке» Сборник воспоминаний. Автор-составитель А.Бердичевская. — Москва: ЭКСМО, 2020.

## Признание
- 1990. Премия журнала «Урал» «Лучшая публикация года» за повесть «Не плачь, не горюй…»
- 2015. Роман «КРУК» вошел в лонг-лист премий «Большая книга», «Русский Букер», «Ясная поляна».
- 2017. Международная литературная премия имени Исаака Бабеля в номинации «Лучший рассказ русскоязычного автора» (Украина, г. Одесса, 1-й сезон, серебро) — за рассказ «Русский доктор».

## Личная жизнь
В 1975 году вышла замуж за молодого прозаика Леонида Юзефовича, у супругов родилась дочь, Галина Юзефович — ныне известный критик. В 1984 году брак распался.